# Cosmopolitismo
O cosmopolitismo (sua etimologia vem do grego cosmopolita + -ismo) é uma vertente do pensamento filosófico que discorda das fronteiras geográficas impostas pela sociedade, considerando que a humanidade segue as leis do Universo (cosmos); portanto, os seres humanos devem formar uma única nação, sem separações  culturais,   e o mundo deve ser a única pátria.
Atualmente o termo é associado a uma ideologia que vê com desprezo a tradição, valorizando apenas o mundo moderno, tanto na área da urbanização — como as metrópoles, as megacidades, as megalópoles etc. — além de outros fatores, a maioria incluindo a alta tecnologia atual.
Alguns dicionários o descrevem como sendo: "atitude ou doutrina que prega a indiferença ante a cultura, os interesses e/ou soberanias nacionais, com a alegação de que a pátria de todos os homens é o Universo".
Dualismo - certas correntes do cosmopolitismo (jusnaturalista kantiana) defendem a aversão total e instantânea, a qualquer forma de barreira, entretanto, outras correntes (relativistas culturais) defendem que a manutenção de certas barreiras são importantes para assegurar, que o direito de um termina quando começa o do outro e que a diversidade cultural não pode ser exterminada/isolada (a não ser que seja uma cultura desumana e que gere danos irreparáveis ao equilíbrio ambiental).
O cosmopolitismo constitui um sistema político socioeconômico inovador, surgido no século XXI, que caracteriza-se por fundamentos otimizados cosmopolitas (princípios aproveitados, corrigidos, equilibrados e reformados do capitalismo e socialismo, além de princípios de defesa do meio ambiente, da ética, dos direitos humanos, da tecnologia e da diplomacia internacional), para gerar um ecossistema desenvolvido e estável, cujo modelo só é possível de se estabelecer no atual estado de desenvolvimento social e tecnológico da humanidade; por isso é possível entendê-lo, como sendo um híbrido evolucionista, capaz de atender tanto as necessidades locais, quanto as holísticas. Propósitos que devem ser defendidos pela racionalidade humana e não por razões sentimentais, comerciais ou teológicas.

## Cosmopolítica
Cosmopolítica é um conceito da filosofia política  que designa um ideal de unificação mundial das instituições econômicas, políticas, linguísticas, jurídicas e religiosas. Diversos pensadores do cosmopolitismo propõem diferentes políticas cosmopolíticas: alguns defendem uma visão unificadora e universalista, enquanto outros autores destacam a multiplicidade e a multidimensionalidade que esse espaço e sistema político poderia abranger..
Em português, a palavra surge como adjetivo (cosmopolita ou cosmopolítico,a) no sentido de algo relativo a "cosmopolitismo", termo que, a partir da publicação, em  1784, ’Idee zu einer allgemeinen Geschichte in weltbürgerlicher Absicht de Emmanuel Kant, refere-se à dissolução de fronteiras nacionais - o ápice do desenvolvimento histórico da humanidade -, em decorrência da consecução de uma racionalidade plena e da pacificação nas relações humanas. Contemporaneamente, o termo "cosmopolítica" tem sido usado, como substantivo, para designar um horizonte jurídico do direito internacional ou uma  perspectiva de emancipação cultural e social, como fator de unificação e pacificação das nações.